# Târgu Secuiesc
Târgu Secuiesc (in ungherese Kézdivásárhely , in tedesco Szekler Neumarkt e in latino Novum Forum Siculorum riferito ai Siculi di Transilvania) è un municipio della Romania di 20128 abitanti, ubicato nel distretto di Covasna, nella regione storica della Transilvania.
Fa parte dell'area amministrativa anche la località di Lunga.

## Amministrazione

### Gemellaggi
- Gyöngyös